# Gheimeh
Gheimeh (persiska: قیمه) eller khoresh gheimeh (persiska: خورش قیمه) är en iransk köttgryta som serveras med ris. Den består av gryttbitar av lamm- eller nötkött, gula linser alternativt kikärtshalvor/chana dahl, lök, tomatpuré, torkad lime och gurkmeja. Även saffran, kanel och rosenvatten kan användas som smaksättning. Rätten garneras med stekta eller friterade potatisstavar innan servering. Ghiemeh är en av de populäraste rätterna i Iran och finns i flera olika varianter där andra ingredienser läggs till.
Rätten är vanlig som nazri som serveras till deltagarna och grannskapet vid den shiitiska religiösa sorgehögtiden ashura. Då lagas grytan i stora kärl över öppen eld, vilket ger den en lätt rökig ton.

## Varianter
- Gheimeh sibzamini (persiska: قیمه سیب زمینی): med stekta eller friterade stavar av potatis.
- Gheimeh bademjan (persiska: قیمه بادمجان): med stekta skivor av auberginer.[4]
- Gheimeh nesar (persiska: قیمه نثار): med mandelspån och rostad lök; vanligt i staden Qazvin.
- Gheimeh rashti (persiska: قیمه‌ رشتی): med sur granatäpplejuice eller verjus och tomater; vanligt i staden Rasht.Gheimeh bademjan

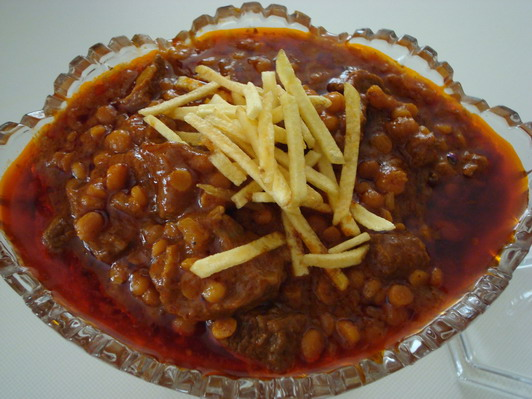
Gheimeh bademjan

- Gheimeh nokhoud (persiska: قیمه‌ نخود): med kikärtor istället av gula linser; vanligt i södra Iran vid Persiska viken.
- Gheimeh kadou (persiska: قیمه‌ کدو): med stekta skivor av squash.
- Gheimeh beh (persiska: قیمه به): med stekta bitar av kvitten.
- Gheimeh bamieh (persiska: قیمه بامیه): med stekt okra, kanel och citronjuice.